# Piazza del Popolo (Cesena)
La Piazza del Popolo est une place située dans le centre historique de Cesena en Émilie-Romagne.

Elle acquiert la dénomination de piazza del Popolo, après la Seconde Guerre mondiale, après s'être appelée Piazza Vittorio Emanuele durant la période fasciste.
Aujourd'hui, elle continue d'accueillir la traditionnelle Fiera di San Giovanni (Foire de saint Jean), patron de la ville, et le grand marché qui se déroule chaque mercredi et samedi matin.

## Histoire
Anciennement, elle est nommée place inférieure. À la fin du Trecento (fin du XIVe siècle), à la suite d'une restructuration urbaine imposée par Galeotto Malatesta qui déplaça le centre médiéval, elle acquiert l'appellation de piazza Maggiore. À partir du Quattrocento, elle est le lieu de manifestations publiques; des tournois sont organisés pour la première fois par les Malatesta en 1401, puis institutionnalisés par une bulle pontificale de  Paul II en 1466, et réitérée jusqu'en 1838.
Chaque année, le dit tournoi se déroulait le 9 décembre pour célébrer l'anniversaire du retour de Cesena dans le giron du gouvernement pontifical et, surtout pour les carnavals ou lors de visites de personnages importants comme Cosme II de Médicis en 1616 ou Christine de Suède en 1655.

## Description
Au nord de la place, se trouvent de caractéristiques boutiques et habitations avec galerie d'arcades  en rez-de-chaussée ainsi que l'église baroque des Santi Anna e Gioacchino. Le côté orienté vers les collines présente des édifices de grands intérêts historiques : le Palazzo Comunale, la Rocchetta di Piazza surmontée de la  Loggetta Veneziana. Au centre de la place se trouve la fontaine Masini, un des symboles de Cesena.
En 1984, la place est de nouveau  pavée et redevient une voie piétonnière et un lieu de convivialité.

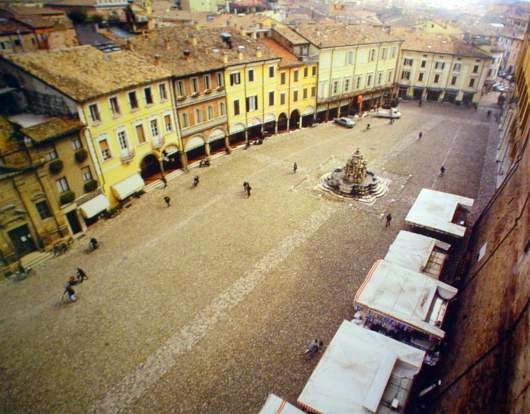
Piazza del Popolo vue depuis le Torrione.
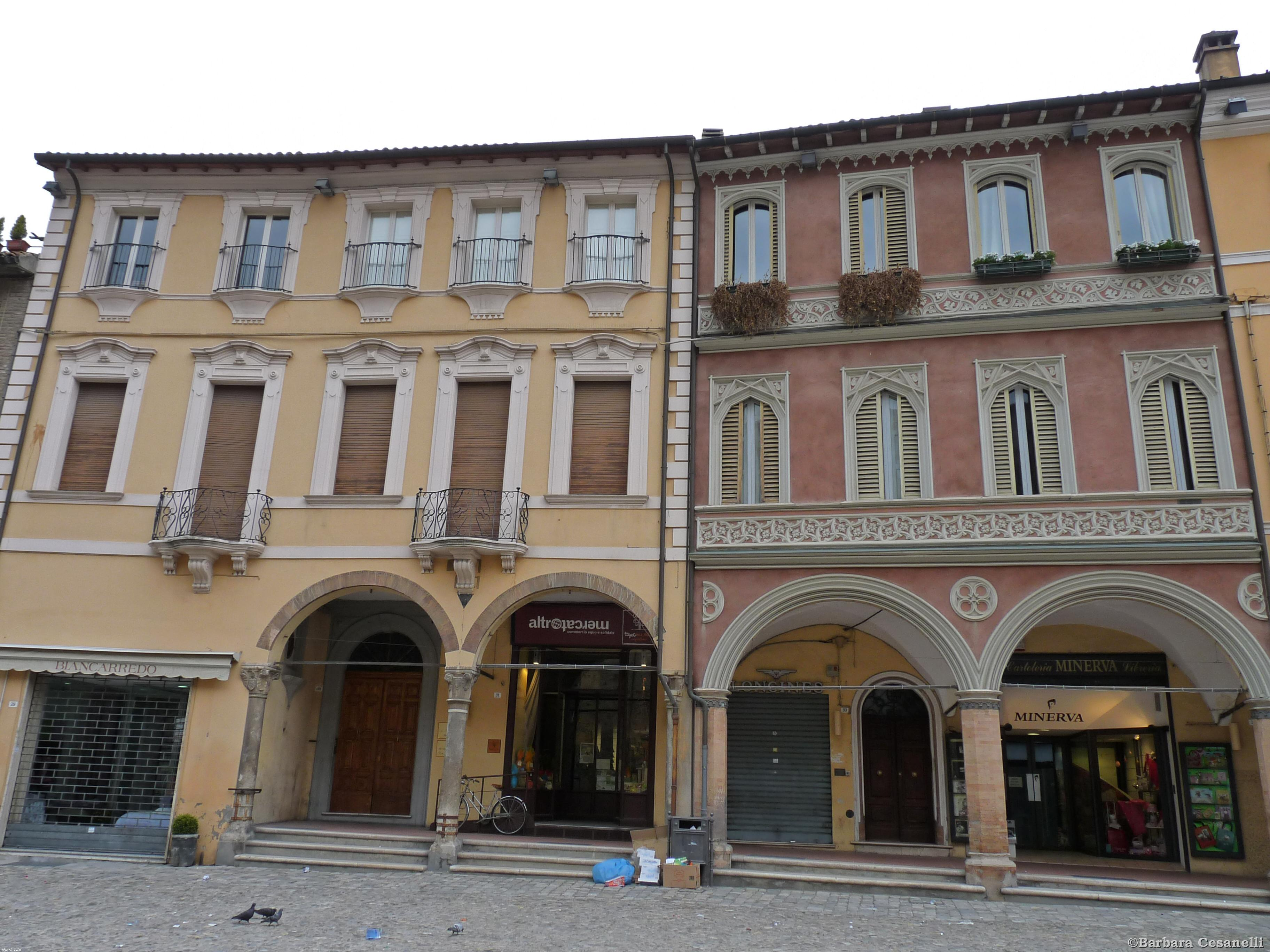
Édifices typiques bordant la place.
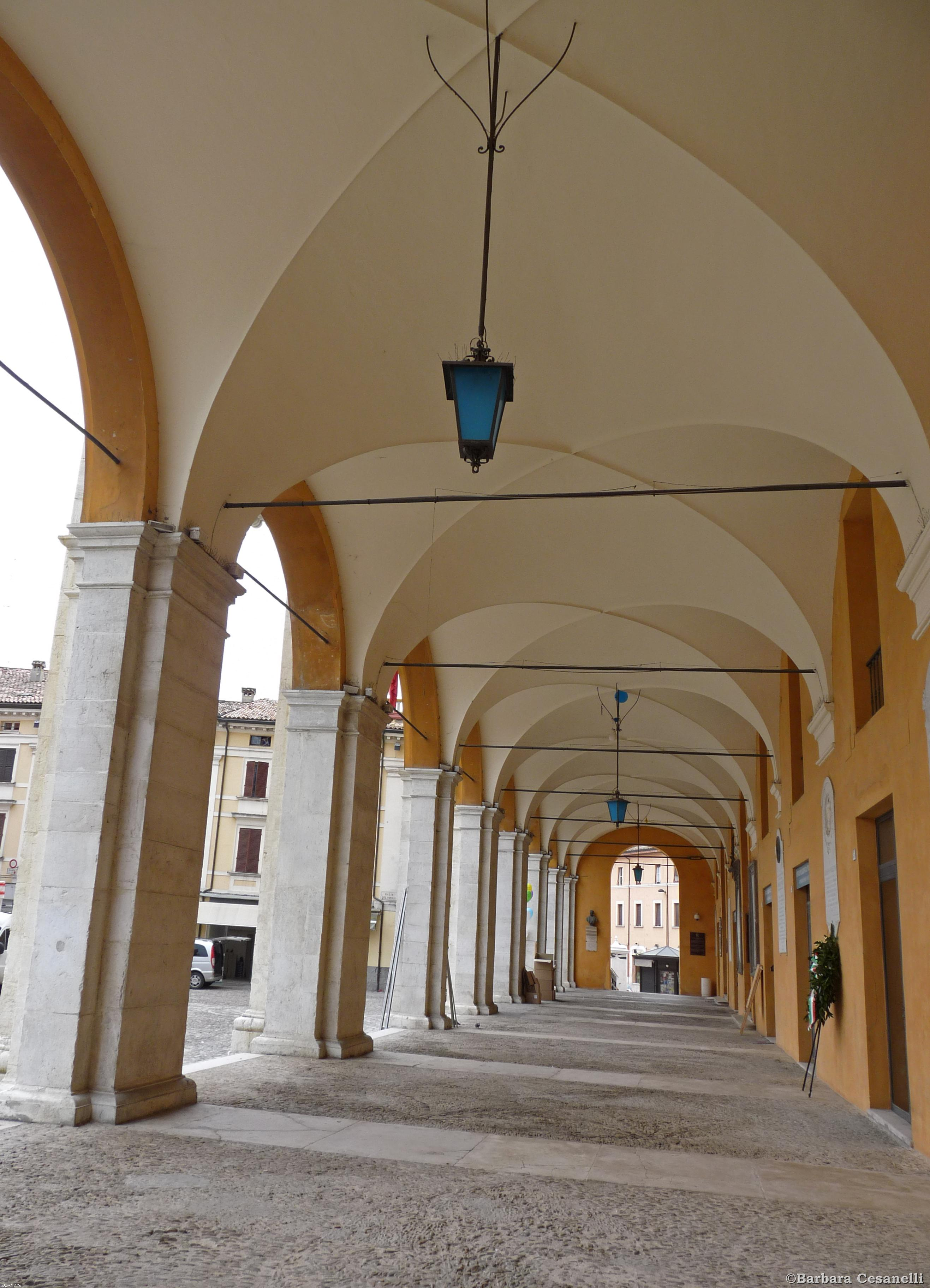
Galerie d'arcades sous la Palazzo Comunale
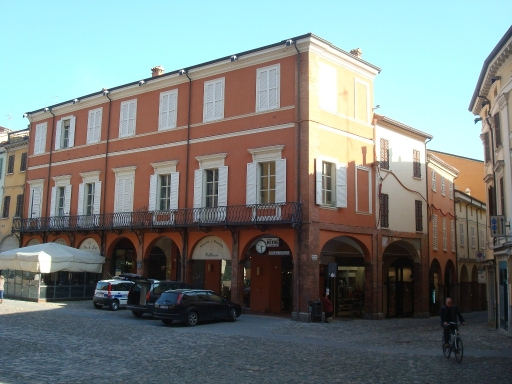
Galeries marchandes
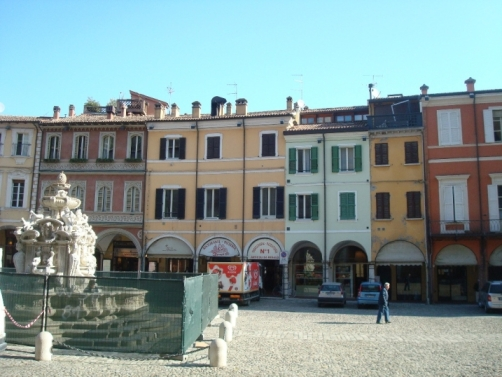
Galeries marchandes
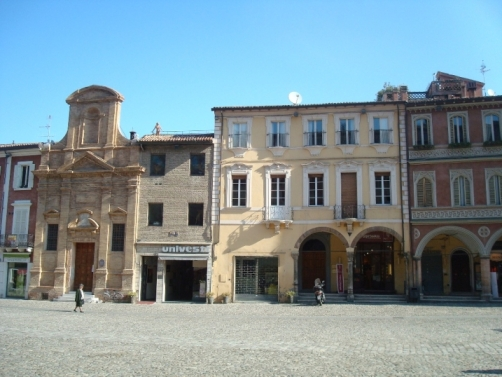
Galeries marchandes
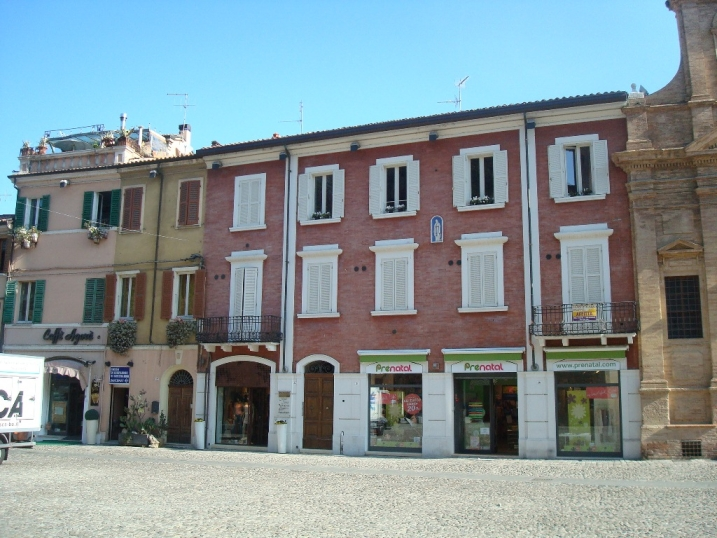
Galeries marchandes

## Le marché
Les origines historiques et culturelles du marché de Cesena se perdent dans les plus lointains témoignages historiques de la cité. Pendant de nombreuses années, le marché des marchands ambulants a été le point de rencontre des artisans et des paysans des environs qui venaient sur  la piazza del Popolo pour vendre le fruit de leur travail. C’est un des plus grands de la Romagne avec une superficie de 10 500 m2 et 300 stands; qui se déroule hebdomadairement le mercredi et samedi matin.

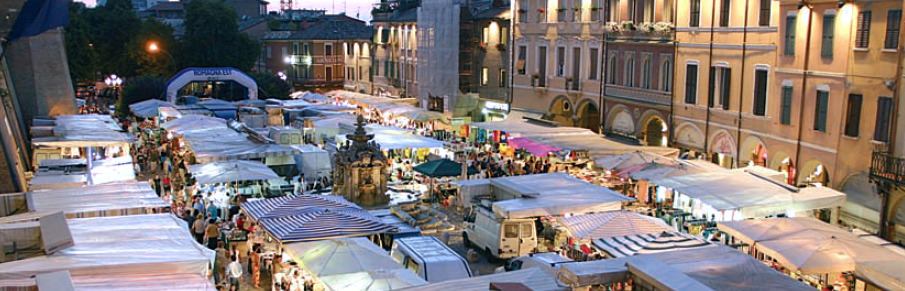
Le marché sur la place
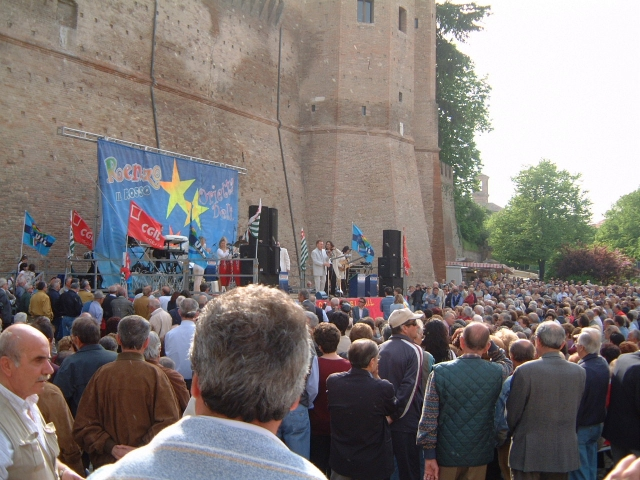
Fête du 1er mai sur la place

## Musée des Sciences naturelles
Musée ouvert dans l’étage supérieur de la Rocchetta, la Loggetta et le Torrione. Accès par l’escalier entre le Palazzo et la Rocchetta, entrée à l’arrière des bâtiments. Salles pour enseignement pédagogique aux enfants scolarisés. 

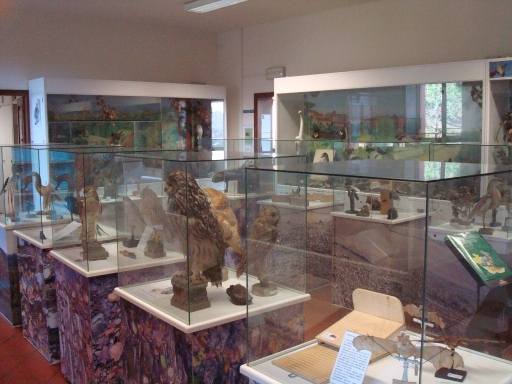
Musée des sciences naturelles
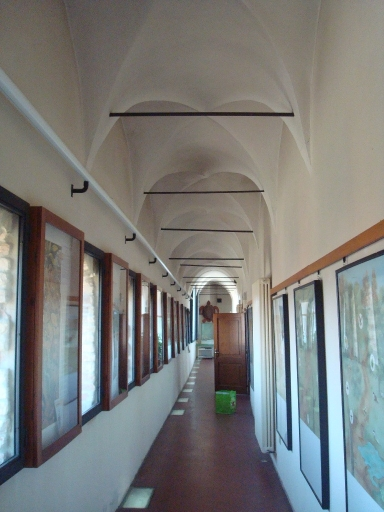
Musée, corridor des insectes et herbiers
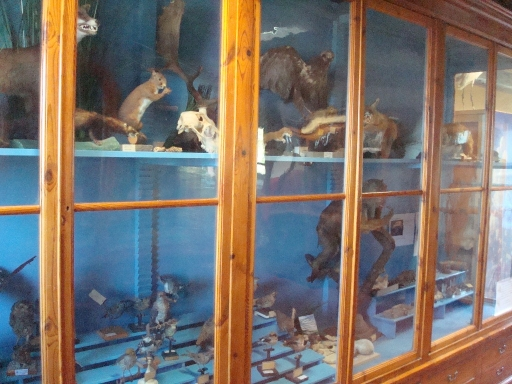
Musée, petits rongeurs
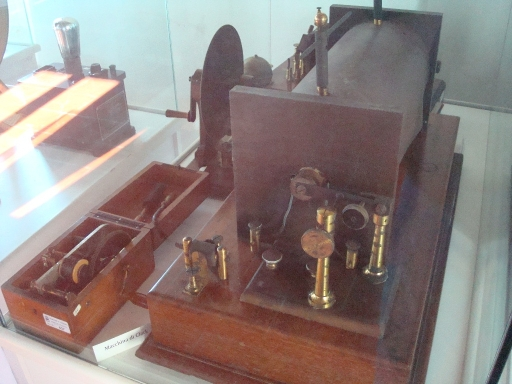
Musée, matériels électro-magnétiques

Les oiseaux
Parmi les oiseaux en dotation des rapaces diurnes, souvent présentés dans une pose agressive pour souligner  un acharnement présumé à l'égard de la proie. D'un intérêt particulier, le milan royal (Milvus Milvus), aux ailes ouvertes, visible seulement durant la migration, la buse variable (Buteo Buteo) encore bien présente sur toute l’aire des collines romagnoles et les exemplaires locaux d’épervier d'Europe (Accipiter nisus), le faucon crécerelle (Falco tinnunculus), le faucon de marais ou busard des roseaux (Circus  aeroginosus) et le bondrée apivore (Pernis apivorum). Dans  la vitrine, on peut admirer une série remarquable d'Anatidés, parmi lesquels se distingue un exemplaire très rare d'une cane femelle l’érismature à tête blanche (Oxyura leucocephala) capturée en Sardaigne en 1901 et la bernache cravant (Branta bernicla). Sont présents aussi les anatidés et différents oiseaux des zones humides qui  avec leur importante diversification, peuvent coloniser les multiples niches présentes dans ces écosystèmes complexes. Le vaste groupe des passériformes présent permet d'englober d'un seul regard la grande diversité  rejointe par ce groupe qui comprend oiseaux aux dimensions vraiment minuscules comme le troglodyte mignon (Troglodytes Troglodytes) jusqu'aux grands et magnifiques corvidés.
Les mammifères
Parmi les mammifères exposés, on peut trouver, à côté des espèces plus communes de l’aire de Cesena, des exemplaires des Alpes ou des primates africains. Différents rongeurs, à partir du petit rat domestique Mus domesticus  à la grande marmotte des Alpes (Marmota marmota). Les Carnivores ne manquent pas avec l'hermine (Mustela erminea)  et le putois Mustela putorius, ainsi que l'une des cibles préférées de la chasse, le lièvre d'Europe (Lepus europaeus). De telles différences sont liées  à l'écologie reproductive de l’animal et sont ici représentées an moyen de l'exposition de couples de faisans communs (Phasianus colchicus) et du loriot d'Europe (Oriolus oriulus), où les maies sont beaucoup plus colorés et la caille des blés (Coturnix coturnix) où les sexes sont semblables.
Herbiers
Sont présentes aussi certaines feuilles anciennes qui sont encore aujourd'hui objet d'étude. La création des feuillets d’herbier a été pendant les trois derniers siècles le système le plus diffusé et le meilleur pour la conservation et l'étude des échantillons de plantes. L'exemplaire est cueilli de la façon la plus complète possible, c-a-d avec racines, tige, feuilles, fleurs et même avec les fruits puis mis à sécher rapidement entre des feuilles de papier absorbant L'herbier historique du Musée recueille d’importants exemplaires ramassés entre le XIXe siècle et le début de ce siècle, autour de la ville.
Les minéraux et fossiles
La récolte des minéraux et des fossiles a été constituée dans un but typiquement pédagogique et comprend une importante série de matériaux hétérogènes maintenus dans leur boîte d'origine.
En particulier, les mollusques gastéropodes et bivalves de différente provenance sont nombreux, sans compter les pièces importantes des vertébrés comme une molaire d'éléphant méridional (Elephas méridionalis) du Pliocène du "Valdarno" et une mandibule d'ours des cavernes (Ursus spelaeus) de la Ligure.
Certaines feuilles fossilisées de diverse datation sont une rare alchimie d'esthétique et d'intérêt scientifique. Toujours parmi ses matériaux, une série de coquillages en grande partie extra-méditerranéenne a été exposée

## Sources
- Piazza del Popolo su homolaicus.com (it)
- Piazza del Popolo su queen.it (it)